# 王旭烽
王 旭烽（おう きょくほう、1955年2月 - ）は、中華人民共和国（中国）の小説家。代表作に小説『茶人三部曲』がある。中国政府から中国国家一級作家に認定されている。現在は浙江省作家協会副主席、浙江省政協委員、中国国際茶文化研究会理事を兼任するほか、浙江農林大学茶文化学院の兼任教授を務める。

## 略歴
原籍は江蘇省徐州市で、1955年に浙江省嘉興市に生まれた。執筆活動を開始したのは1980年で、1982年杭州大学歴史系卒業。卒業後は中国茶葉博物館の職員となった。2000年、『南方有嘉木』『不夜之侯』で中国文学の最高権威茅盾文学賞を受賞している。

## 作品

### 小説
- 『茶人三部曲』（『南方有嘉木』、『不夜之侯』、『筑草為城』）、
- 『斜陽温柔』、
- 『飄羽之重』

### 報告文学
- 『家国書』

### 散文
- 『瑞草之国』
- 『走讀西湖』

## 受賞
1995年 、『南方有嘉木』で国家「五個一工程」賞、国家八五計劃優秀長編小説賞、浙江省第二回魯迅文芸賞の各賞を受賞。
2000年、『南方有嘉木』『不夜之侯』で第五回茅盾文学賞を受賞。